# 臧為
臧為（？—？），中国春秋时期鲁国大夫，臧孙氏。 
臧宣叔在铸国娶妻，妻子生了臧賈和臧為之后就死了。臧宣叔以妻子的侄女作为继室，是鲁宣公夫人穆姜妹妹的女儿，生臧纥，长在鲁侯的宫中。穆姜喜欢臧纥，立为臧孙氏的继承人。臧贾、臧为住在铸国。前556年秋季，齐灵公攻打鲁国北境，包围桃地。高厚在防地围臧纥。鲁军从阳关迎接臧纥，到达旅松。郰叔纥、臧畴、臧贾率三百甲兵，夜袭齐军，送臧纥到旅松后回来。齐军于是离开了鲁国。前550年，在季氏长子公弥和孟孝伯的压力下，臧纥逃亡到邾国，派人告诉臧贾，送去大龟，想让他作为臧氏的继承人。臧贾再拜，接受了大龟，让臧为去代他回鲁国进献大龟、请求国君。可是臧为请求立自己为继承人。臧纥在防地，说如果保存先人的祭祀，自己就离开防地。于是鲁国就立了臧为。臧纥献出了防地而逃亡到齐国。